# Chalandray

Chalandray este o comună în departamentul Vienne, Franța. În 2009 avea o populație de 763 de locuitori.